# Cătălin Hîldan
Cătălin George Hîldan (Brăneşti, Olteniţa, 3 de fevereiro de 1976 - 5 de outubro de 2000) foi um futebolista romeno.

## Carreira
Antes de se tornar jogador de futebol, Hîldan esteve na equipe de rúgbi do Olimpia, junto com seu irmão Cristi. Dois anos depois, no verão de 1986, ele ingressou nas categorias de base do Dinamo Bucareste, junto com Florentin Petre, Mihai Tararache e outros.
Hîldan começou a carreira profissional no ano de 1994, com 18 anos de idade, ao ser promovido ao time principal do Dínamo. Sua primeira partida pelos vermelhos foi justamente contra o arquirrival Steaua. Para ganhar mais experiência, foi repassado por empréstimo ao Oţelul Târgovişte, onde jogou onze partidas e marcou um gol, contribuindo para promover a agremiação à divisão de acesso da Romênia.
Mais amadurecido, voltou ao Dínamo em 1997, tendo assumido, inclusive, a função de capitão do time, com apenas 21 anos. Sua expressão de felicidade ficou mais nítida após a vitória do Dínamo por 3 a 2 contra o Steaua, pondo fim a um jejum de nove anos sem títulos.

## Seleção
Hîldan estreou na Seleção Romena de Futebol em 1999, e foi convocado para a Eurocopa de 2000, mas acabou não entrando em nenhum jogo da equipe amarela no torneio. Ao todo, o zagueiro jogou apenas oito partidas e marcou um único gol, que teve importância histórica: foi o nongentésimo gol marcado pela Seleção Romena em toda a história.

## Morte
Em 5 de outubro de 2000, quatro meses após a disputa da Euro, o Dínamo faria um amistoso contra um time amador da cidade de Olteniţa, próxima a Călărași. Hîldan estaria, como de praxe, presente na partida. Quando o jogo estava no minuto 74, o zagueiro caiu morto no gramado, vitimado por um infarto fulminante. Ele tinha apenas 24 anos de idade, e em homenagem o Dínamo batizou um setor do Estádio do clube com seu nome.